# Rhamdia guasarensis
Rhamdia guasarensis är en fiskart som beskrevs av Donascimiento, Provenzano och John G. Lundberg 2004. Rhamdia guasarensis ingår i släktet Rhamdia och familjen Heptapteridae. Inga underarter finns listade i Catalogue of Life.